# バンクパニック
『バンクパニック』（BANK PANIC）は、1984年にセガより発売されたアーケード用ゲームソフト。
舞台は西部開拓時代。プレイヤーは制限時間内に銀行を守り、強盗を撃たなければならない。12のドアを通して彼らを撃たなければならないが、同時に画面上に表示できるのはドア3つだけ。オリジナルのアーケード版では、画面上の各ドアに3つのボタンが使用される。ゲームプレイ中に「イエローリボン」と「ディキシー」のゲーム演出が再生される。

## 登場人物一覧
ヒーロー
プレイヤーが操作する。
働き者のジョン達
銀行にお金を預ける。
おくびょう者のサム達
強盗に怯えることを除けば、ジョンとほとんど同じように行動する。
成金おやじのホープさん達
いつもロープに引っかかる。適切なタイミングで撃つと、お金の袋が3つ入金される。
ついているメアリー達
彼女はジョンとよく似た行動をする。違いは、彼女が強盗に捕まったときにお金の袋を預けないこと。
ついていないアン達
強盗に怯えることを除けば、サムとほとんど同じように行動する。ただし、彼女はお金の袋を預ける代わりに500点がプラスされる。
ヒーローを尊敬している子供達
帽子で作った塔の中にお金の入った袋を隠している。お金の袋を手に入れるには、難易度により異なるが3～5回撃つ必要がある。難易度が高くなると、すべての帽子を撃つまでの時間も短くなる。
早撃ち強盗団A
強盗団の一つ。「！」が彼らの頭の中に現れる。
ずるい強盗団B
強盗たちはサム、アン、ホープの後ろに隠れている。
宿敵のボス仲闇
強盗団Aと同じだが、2回撃つ必要がある。
冷静な銀行員
彼にお金の袋を預けるたびに、1000点を獲得できる。

## 移植版
| No. | タイトル       | 発売日    | 対応機種               | 開発元             | 発売元 | メディア                | 型式       | 備考                 |
| --- | -------------- | --------- | ---------------------- | ------------------ | ------ | ----------------------- | ---------- | -------------------- |
| 1   | バンクパニック | 1985年    | SG-1000                | セガ第二研究開発部 | セガ   | マイカード              | C-53       | カードキャッチャ対応 |
| 2   | バンクパニック | 1986年5月 | MSX                    | ポニー             | ポニー | ロムカセット            | R49X5807   |                      |
| 3   | Bank Panic     | 1987年    | セガ・マスターシステム | セガ第二研究開発部 | セガ   | マイカード ロムカセット | MK-4584-50 |                      |

全移植
一部のコマで表示されていた血が削除された。
SG-1000版
方向パッドの上ボタンは左のドアを撃ち、ボタン1と2で中央と右のドアを撃つ。
MSX版
音楽とタイトル画面が若干変更されており、それ以外はSG-1000版と同一。
セガ・マスターシステム版
グラフィックとカラーパレットがアップグレードされた。音楽とコントロールはSG-1000版と同じ。北米では発売されなかったが、ブラジルのTectoyが製造したいくつかのマスターシステム互換性に含まれていた。

## スタッフ
SG-1000版
- ディレクター: 藤井睦弘[1]

## 音楽
サウンドトラック
- 『セガ アーケード 80'S VOL. 2』

2003年3月19日発売。ゲームの全曲メドレーを収録した1枚のCD。サイトロン・デジタルコンテンツから発売された。